# 신안 칠발도 바닷새류 번식지
신안 칠발도 바닷새류(바다제비, 슴새, 칼새) 번식지는 대한민국 전라남도 신안군 칠발도에 있는, 바닷새들의 번식지이다. 대한민국의 천연기념물 제332호로 지정되어 있다.